# Pomnik Żołnierzy Wojsk Balonowych w Toruniu
Pomnik Żołnierzy Wojsk Balonowych w Toruniu – pomnik sławiący żołnierzy 1. Batalionu Balonowego, poległych w latach 1918–1920. Autorem pomnika był Michał Kamieński.
Został on wzniesiony w 1937 roku przez żołnierzy tego batalionu. Zastąpił on skromniejszy pomnik z 1934 roku, znajdujący się przy ul. Balonowej, w pobliżu hali balonowej. W 1937 roku rzeźbę orła przeniesiono na nowy cokół granitowy, postawiony w Parku Miejskim na Bydgoskim Przedmieściu. Rzeźba orła została zniszczona przez wojska niemieckie we wrześniu 1939 roku. Fundament zachował się do dziś.
Pomnik miał formę obelisku. Na jego szczycie widniał orzeł, trzymający w szponach Krzyż Orderu Virtuti Militari, wieniec i kotwicę.
14 sierpnia 2020 roku odsłonięto replikę pomnika. Autorem rekonstrukcji jest Maciej Jagodziński-Jagenmeer.